# Beyond J
Beyond J (韓語：비욘드제이)，是韩国的影视制作及经纪管理公司，创立于2017年3月。

## 旗下艺人
- 赵雅兰（2022年3月至今）[2]
- 都妍珍（2022年3月至今）[3]
- 朴雅仁（2023年3月至今）[4]
- 徐异瑞（2023年10月至今）[5]
- 黃徽（황휘）（2024年1月至今）[6]
- 朴慶惠（2025年5月至今）[7]

## 剧集制作
- 2018年：KBS2《今天的侦探》
- 2019年：SBS《初次见面我爱你》
- 2021年：KBS2《你好？是我！》
- 2021年：JTBC《无法抗拒的他》
- 2022年：tvN《杀人者的购物目录》
- 2022年：Netflix《命定之人》
- 2022年：Watcha《今天可能会有点辣》
- 2024年：TVING《春画恋爱谈》
- 2025年：SBS《我们的电影》
- 2026年：SBS《今天也售罄了》

## 外部连结
- Beyond J的Instagram帳戶
- Beyond J娱乐的Instagram帳戶